# Auberge Ravoux
L'Auberge Ravoux est un ancien café et commerce de vin situé au 52 rue du Général-de-Gaulle, dans le village d'Auvers-sur-Oise (Val-d'Oise), au nord-ouest de Paris. Le peintre hollandais Vincent van Gogh y est décédé, après y avoir passé les 70 derniers jours de sa vie. L'établissement s'appelait alors Café de la Mairie.

## Historique
L'établissement existe depuis 1876 sur la place du village. Commerce de vins et restaurant, il est ouvert par la famille Levert qui en fait un café-restaurant en 1884. En 1890, Arthur Gustave Ravoux en devient le gérant. Il est accompagné de toute sa famille, Louise, son épouse, et sa fille aînée, Adeline, qui permettra, en retournant sur les lieux de son enfance, de reconstituer la chambre de Van Gogh.
L'Auberge Ravoux, nom commercial de l'établissement depuis 1993, est localement connue sous le nom de « Maison de van Gogh », car le peintre hollandais Vincent van Gogh y est décédé et y a passé les 70 derniers jours de sa vie en tant que locataire de la chambre numéro 5, pour un franc par jour. Au cours de son séjour à Auvers-sur-Oise, Van Gogh peint 74 tableaux plus ou moins achevés, réalise 45 dessins et une gravure, avant de se tirer une balle dans la poitrine le 27 juillet 1890 et de s'éteindre deux jours plus tard, le 29 juillet 1890. Par superstition, « la chambre du suicidé » de 7 m2 n’a plus jamais été relouéemais elle a été habitée par les locataires qui ont tenu l'auberge ensuite (comme la famille Boissy en 1946).
Après cinq ans de travaux, l'auberge, restaurée, a été rouverte au public le 17 septembre 1993. Elle est aujourd'hui un lieu de mémoire, un restaurant et une attraction touristique ; ainsi, la pièce dans laquelle van Gogh a vécu et est mort est ouverte au public. Elle est vide, à l'exception d'une chaise et d'une vitrine destinée à accueillir un tableau.
La chambre de Van Gogh et l'escalier font l'objet d'un classement au titre des monuments historiques, tandis que les façades et toitures du bâtiment font l'objet d'une inscription par arrêté du 28 décembre 1984.
Lors du séjour de Van Gogh dans l'établissement, une salle située à l'arrière était mise à disposition des artistes de passage. Van Gogh avait l'habitude d'y retoucher et d'y stocker ses toiles, ainsi que d'y conserver son matériel. Cette salle a été démolie lors des travaux de restauration de 1988 à 1993.

## Galerie

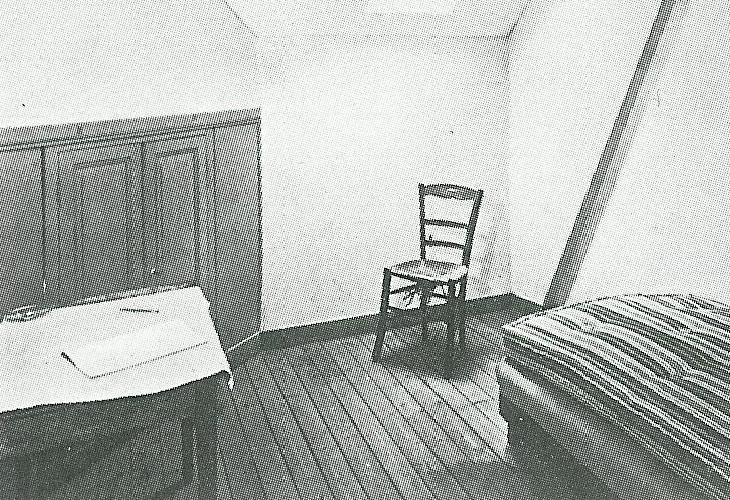
Photographie ancienne de la chambre de van Gogh.
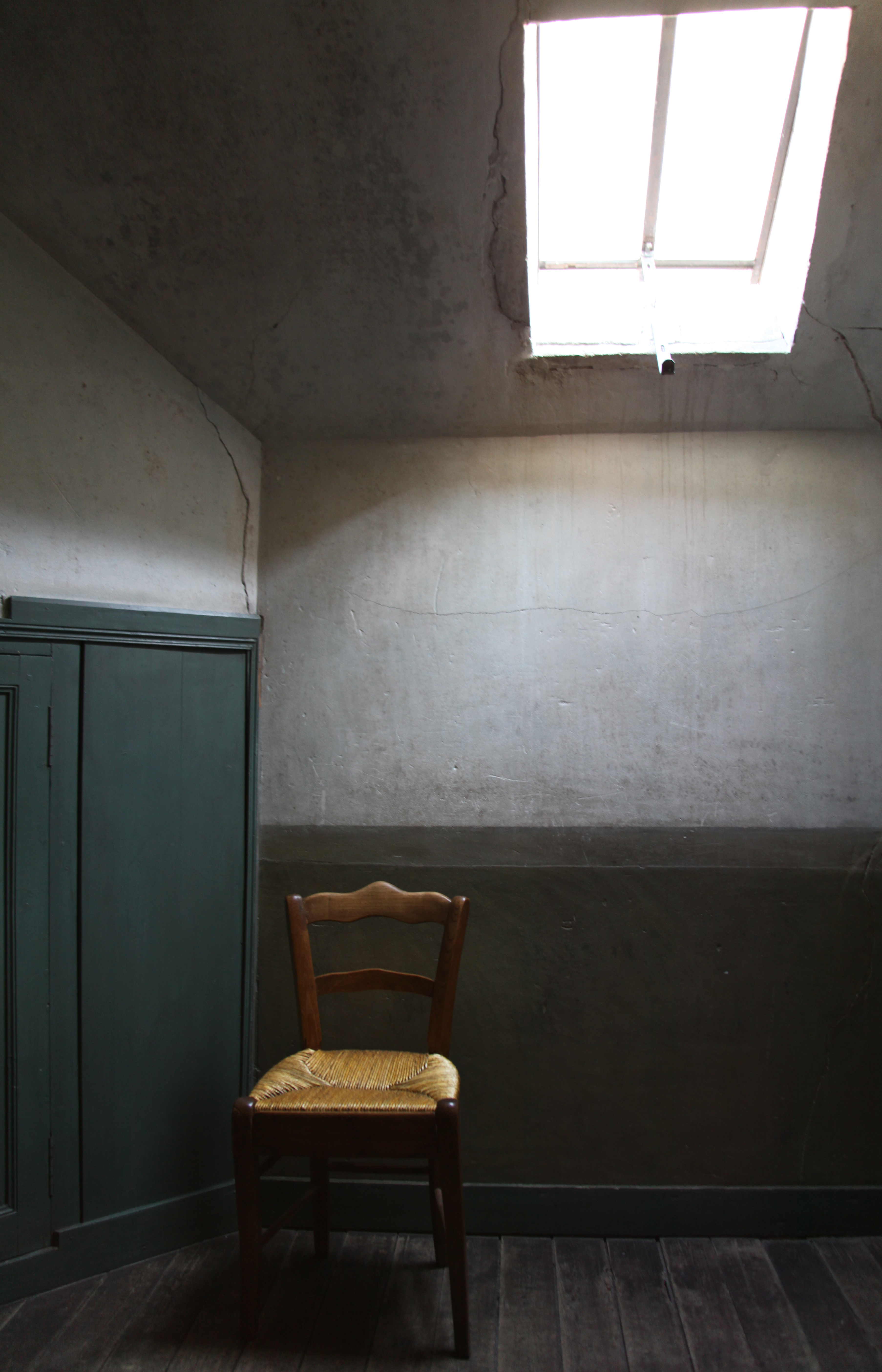
La même chambre, en 2011.
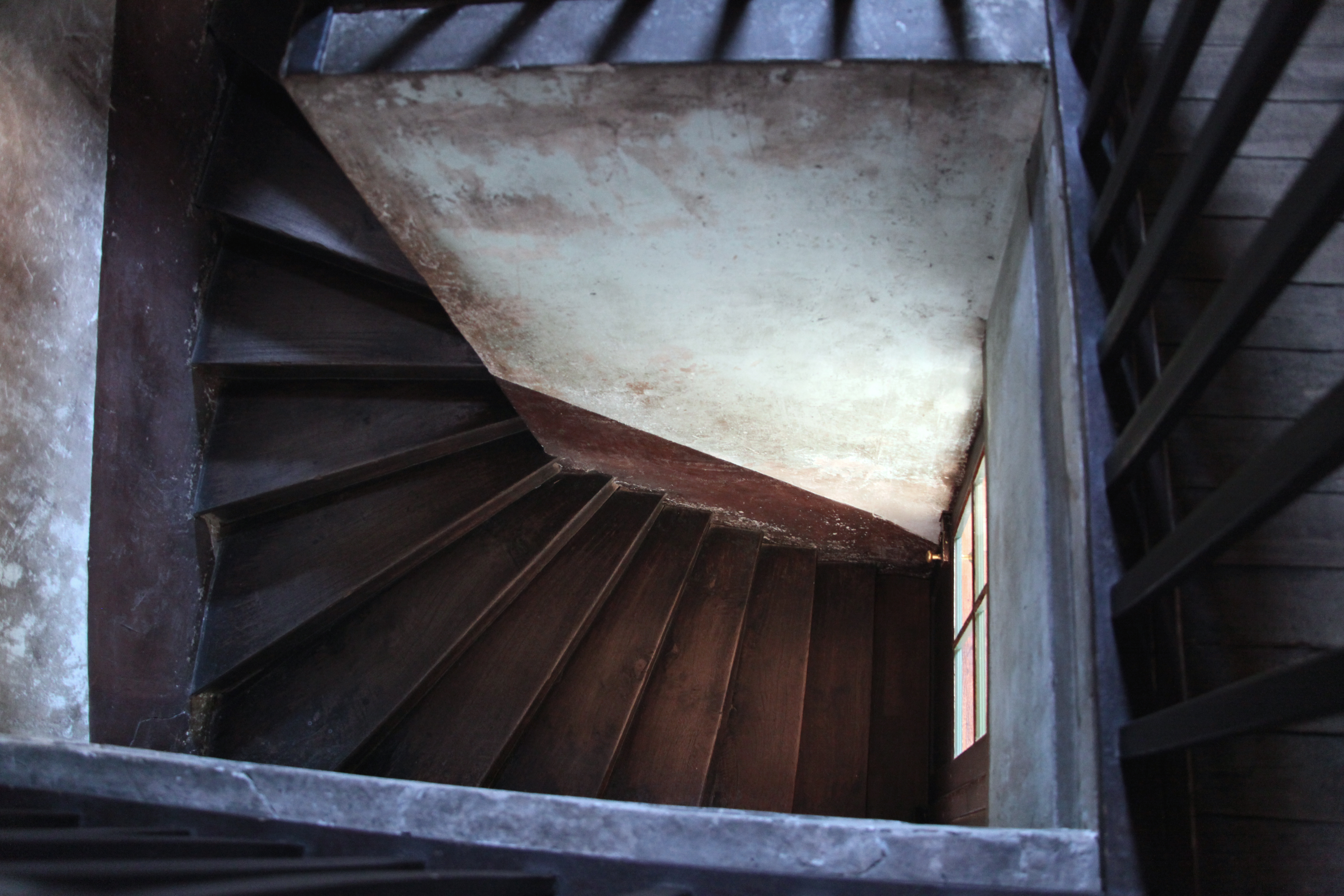
L'escalier de l'auberge.
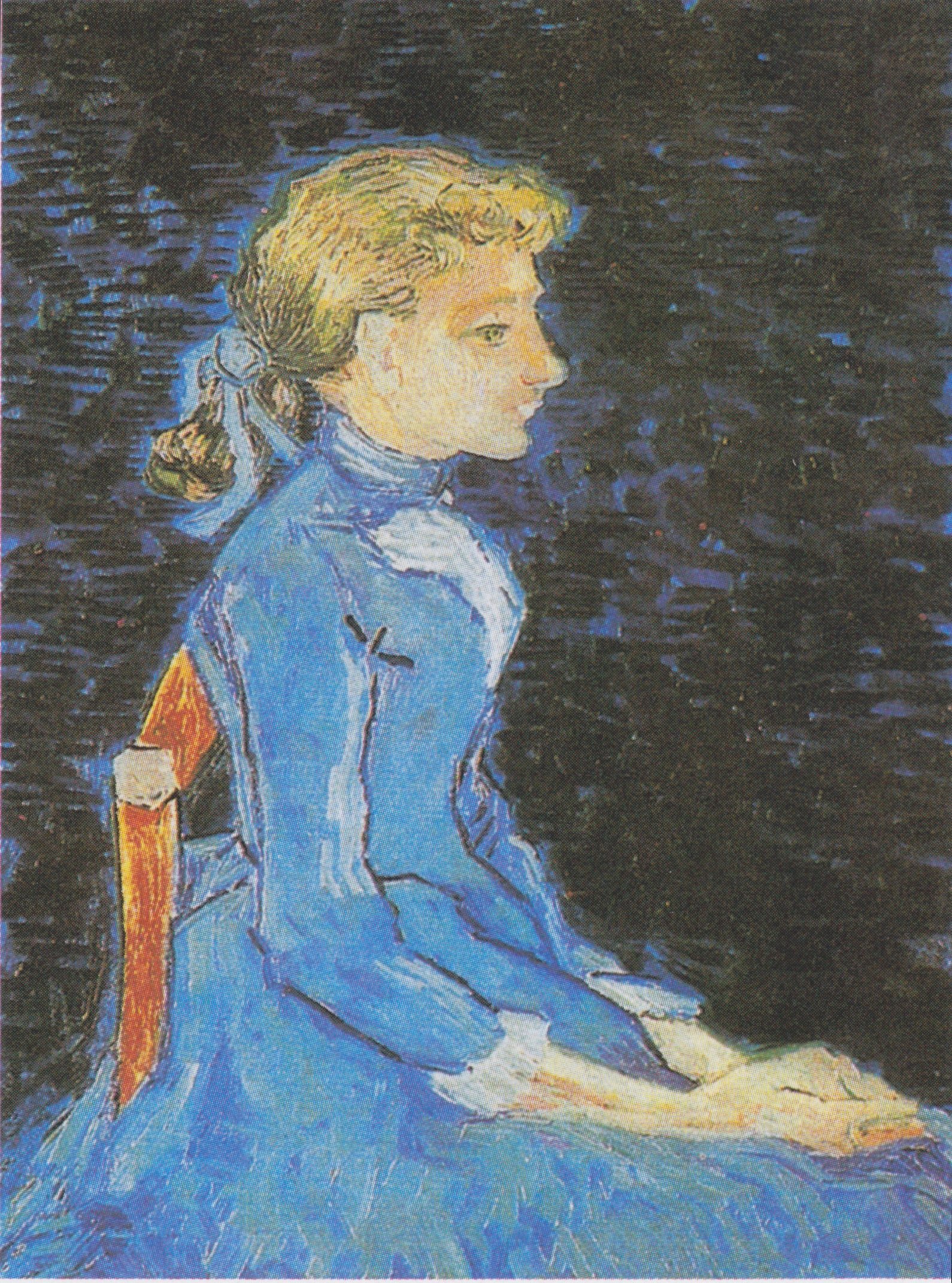
Vincent van Gogh, Portrait d'Adeline Ravoux (1890), collection particulière.